# Curling-Mixed-Doubles-Weltmeisterschaft 2024
Die Curling-Mixed-Doubles-Weltmeisterschaft 2024 wurden vom 20 bis 27. April im schwedischen Östersund ausgetragen.
Zugleich diente die Weltmeisterschaft als Qualifikation für die Olympischen Winterspiele 2026.